# Drug
Drug (ženski oblik drugarica) (ruski: друг – drug, njemački: Kamerad) je imenica koja označava kolegu, prijatelja ili saveznika. Riječ je slavenskog podrijetla i tijekom vremena imala je različito značenje.

## Nepolitičko značenje
U socijalističkoj Hrvatskoj često je korištena u nepolitičkom značenju kolega ili suradnik, u čemu je slična njemačkom Kamerad, odnosno engleskom fellow, companion ili mate. Npr. školski drug (Klassenkamerad, classmate), ratni drug, drug iz vojske (fellow soldier). Dakle, riječ je u osnovi označavala suradnika (ili supatnika) na poslu, u školi, zatvoru ili u vojsci. 
Drugo značenje imenice drug je poznanik (znanac), odnosno netko s kime se družimo, ali ipak nismo u jako dobrim odnosima – odnosno nismo prijatelji. Ovo značenje imenica drug je donekle zadržala u drugim državama bivše Jugoslavije, iako se i tamo sve češće kao zamjena koristi drugar. U današnjoj Hrvatskoj u ovom značenju riječ drug praktično se ne koristi,[nedostaje izvor] a kao zamjena donekle se koristi anglizam frend, doduše isključivo sjeverno od Dalmacije.

## Političko značenje
Riječ drug je u socijalističkoj Hrvatskoj široko korištena u službenom i političkom kontekstu (kao njemački: Genosse, engleski: comrade, ruski: товарищ – tovariš), te je označavala:
- članove Komunističke partije,
- druge osobe u javnoj službi; npr. drug učitelj / drugarica učiteljica, drug načelnik (predsjednik, sudac) i sl.,
- politički korektnu zamjenu za gospodin/gospođa

U današnjoj Hrvatskoj riječ drug često se koristi u pogrdnom značenju kad se nekoga želi etiketirati kao komunista.